# Собор Вознесения Господня (Семёнов)
Собор Вознесения Господня — утраченный православный храм в городе Семёнов Нижегородской области. В 1930-х перестроен под городской дом культуры.

## История

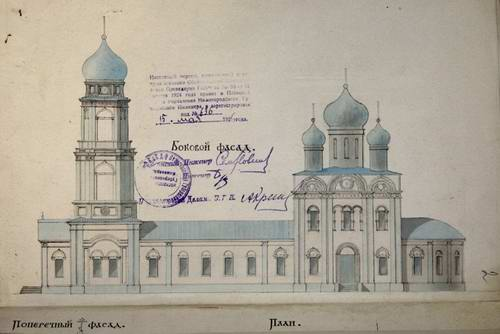
План Вознесенcкого собора

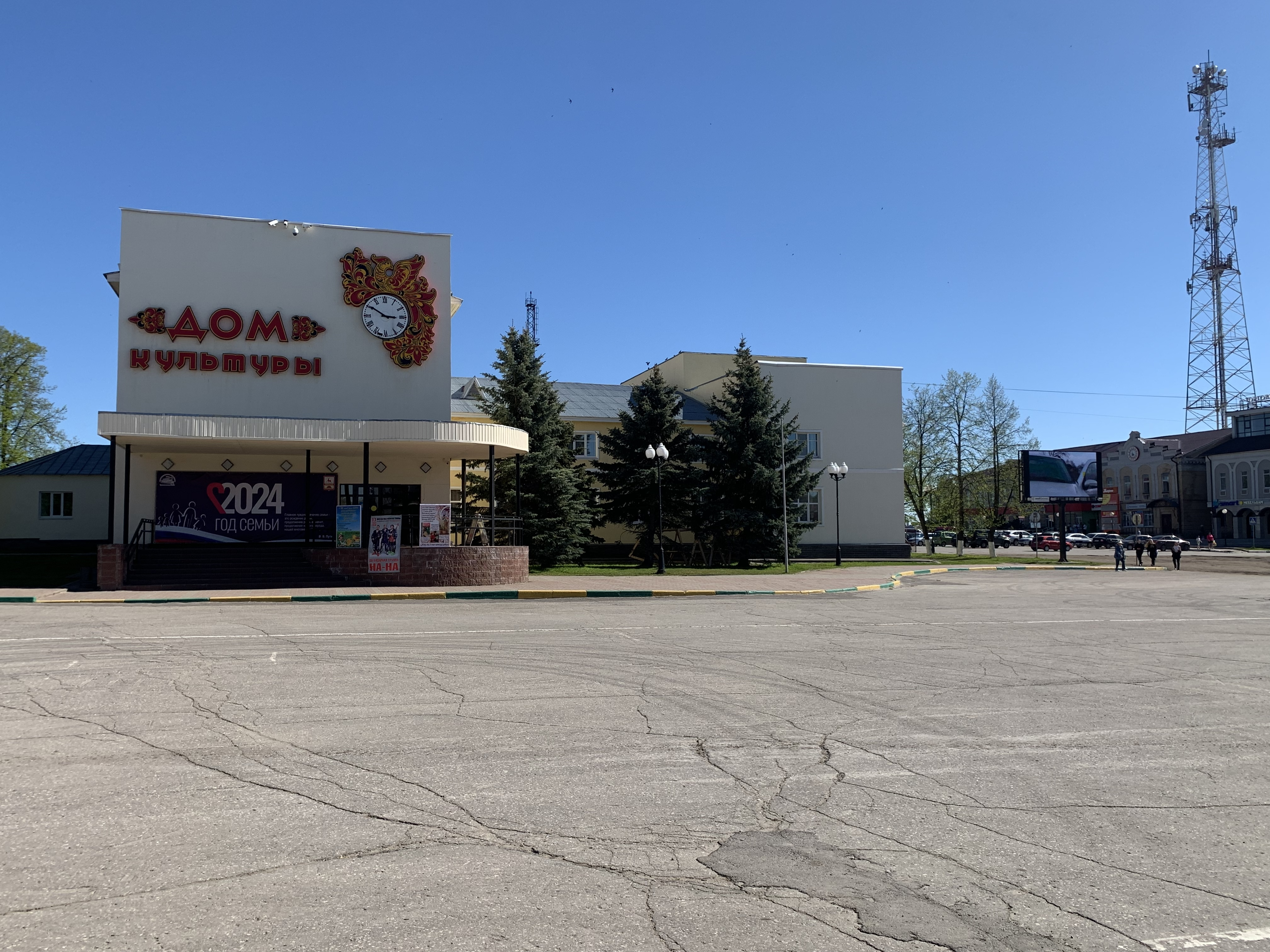
Современное состояние бывшего Вознесенского собора. Здание Семёновского районного дома культуры

Для духовного окормления верующих уездного города Семёнова Нижегородской губернии было решено построить каменный храм, который должен быть стать основой планировки центра города. В 1819 году началось возведение каменного собора на средства горожан; к 1821 году храм был построен и освящён.
В 1847 году в городе случился большой пожар. Пострадало несколько зданий, включая и Вознесенский собор. Через некоторое время храм был отремонтирован, в процессе ремонта была проведена частичная перестройка храма. В облике здания, изначально построенного в стиле классицизма, появились элементы «византийской» архитектуры. В 1887 году на колокольне храма были установлены городские часы с боем.
В 1883 году около собора построили кирпичную часовню, предназначенную для сбора пожертвований. Сбор осуществлялся через специальную нишу с металлической дверью, которая закрывалась на замок и открывалась лишь вечером; доступ к ней имели только члены причта собора. В двери была сделана щель, куда прихожане бросали деньги. Во второй половине XIX века Собор Вознесения Господня имел приход в около 2000 верующих городских жителей и около 1800 человек — из числа сельских жителей.
В 1910-х годах к Вознесенскому городскому собору были приписаны старообрядческая Никольская церковь и Всехсвятская кладбищенская церковь.
В 1934 году храм был закрыт и вновь до неузнаваемости перестроен под Дом культуры, снесены купола и колокольня. Его архитектура была переделана в конструктивистском стиле, сделаны дополнительные пристройки.

## Архитектура
Храм Вознесения Господня представлял собой кирпичный бесстолпный двусветный пятиглавый четверик с трапезной и трёхъярусной колокольней с луковичным куполом и крестами. Храм был оштукатурен и окрашен. В трапезной были сделаны Сретенский и Казанский приделы.